# Конекэмп, Фред Джей
Фред Джей Конекэмп (англ. Fred J. Koenekamp; 11 ноября 1922, Лос-Анджелес,Калифорния, США — 31 мая 2017) — американский оператор. Лауреат премии «Оскар» 1975 года.

## Биография
Родился 11 ноября 1922 года в Лос-Анджелесе, в семье кинематографиста Ханса Конекэмпа Ханса Конекэмпа. Во время Второй мировой войны служил на флоте.
С 1950-х начал работать в области кинематографии. Был оператором в сериале Человек от Д.Я.Д.И. В 1970 году был в первый раз номинирован на премию «Оскар» (фильм «Паттон»). В 1975 году получил «Оскара» за ленту «Вздымающийся ад». С 1980-х годов занят в ряде телевизионных постановок. В 1991 году вышел на пенсию.

## Фильмография
1. 1954—1990 Диснейленд (сериал) (Disneyland TV series)
2. 1964—1968 Человек от Д.Я.Д.И (Man from U.N.C.L.E)
3. 1965 The Spy with My Face
4. 1966 The spy in the Green Hat
5. 1966 Один шпион — это слишком много (One Spy Too Many)
6. 1966 One of Our Spies Is Missing
7. 1966—1973 Миссия невыполнима (сериал) (Mission: Impossible)
8. 1966 The Spy in the Green Hat
9. 1967 Каратисты-убийцы (The Karate Killers)
10. 1967 Доктор, Вы должно быть шутите (Doctor, You've Got to Be Kidding!)
11. 1968 Sol Madri
12. 1968 Держись подальше, Джо (Stay Away, Joe)
13. 1968 Шпионы на вертолётах (The Helicopter Spies)
14. 1968 Немного жизни, немного любви (Live a Little, Love a Little)
15. 1968 Shadow on the Land (TV)
16. 1969 Небо с пистолетом (Heaven with a Gun)
17. 1969 Большое ограбление банка (The Great Bank Robbery)
18. 1970 Паттон (Patton)
19. 1970 За пределами долины кукол (Beyond the Valley of the Dolls)
20. 1970 Night Chase (TV)
21. 1970 Хлопающий крыльями (Flap)
22. 1971 В поисках Америки (TV) (In Search of America)
23. 1971 Билли Джек (Billy Jack)
24. 1971 Skin Game
25. 1971 The Deadly Hunt (TV)
26. 1971 Crosscurrent (TV)
27. 1971 С днем рождения, Ванда Джун! (Happy Birthday, Wanda June)
28. 1972 Великолепная семерка снова в седле (The Magnificent Seven Ride!)
29. 1972 Сенсация Канзас-сити (Kansas City Bomber)
30. 1972—1975 Кунг-фу (сериал) (Kung Fu)
31. 1972 Ярость (Rage)
32. 1972 Stand Up and Be Counted
33. 1973 Харри в вашем кармане (Harry in Your Pocket)
34. 1973 Мотылек (Papillon)
35. 1974 Субботний вечер на окраине города (Uptown Saturday Night)
36. 1974 Вздымающийся ад (The Towering Inferno)
37. 1975 Сбежавшая баржа (ТВ) (The Runaway Barge)
38. 1975 The Wild McCullochs
39. 1975 Отряд (Posse)
40. 1975 Док Сэвидж: Человек из бронзы (Doc Savage: The Man of Bronze)
41. 1975 Лихорадка на белой полосе (White Line Fever)